# Sarah Pettit
Sarah Pettit (6 août 1966 - 22 janvier 2003) est une journaliste américaine, militante des droits LGBT et rédactrice en chef. Elle est connue pour avoir fondé le magazine Out aux côtés de Michael Goff.

## Enfance et formation
Sarah Pettit naît à Amsterdam aux Pays-Bas, où son père travaille comme banquier pour une société bancaire internationale. Elle grandit à Paris, Londres et Bad Homburg en Allemagne.
Elle fréquente la Phillips Exeter Academy puis obtient une licence à l'Université de Yale, en littérature comparée en français et en allemand en 1988,.
Son activisme commence à Yale, où elle joue un rôle déterminant dans les efforts victorieux des étudiants pour ajouter l'orientation sexuelle à la clause de non-discrimination de l'université,.

## Carrière

### Journalisme
Elle commence sa carrière journalistique en 1988 en tant que rédactrice adjointe à St. Martin's Press à New York.
En 1989, elle devient rédactrice artistique pour OutWeek, un hebdomadaire gay et lesbien controversé qui suscite des débats nationaux pour ses tactiques autour de l'activisme des droits des homosexuels comme le « coming out » des personnalités publiques sans leur consentement ou sa couverture de nouveaux groupes politiques tels que ACT UP,,. Aux côtés du journaliste du San Francisco Chronicle, Randy Shilts, et de Richard Rouilard, rédacteur en chef de The Advocate de 1990 à 1992, elle travaille pour changer la manière dont la presse grand public considère et traite les questions homosexuelles. Elle demeure au sein de OutWeek jusqu'à l'arrêt de sa publication en 1991.
En 1992, elle rejoint Michael Goff pour créer le magazine Out, où elle élargit l'orientation culturelle et politique du magazine, attirant un nombre sans précédent d'annonceurs, comme Calvin Klein et General Motors, qui n'étaient pas apparus auparavant dans des publications gays,. Elle est l'une des premiers éditeurs de magazines à couvrir le sujet des personnes transgenres et intersexuées avec un article de juin 1996 du chroniqueur Michelangelo Signorile. Elle est principalement responsable de la supervision des arts et de la couverture politique. Elle est également la vice-présidente du magazine.
En 1997, après le licenciement de Michael Goff, elle devient rédactrice en chef jusqu'à ce qu'elle soit elle aussi licenciée un an plus tard par le président d'Out, Henry Scott. Remplacée par James Collard, rédacteur en chef du magazine gay britannique Attitude, elle entame une action en justice pour rupture de contrat contre Out et accuse également le magazine de discrimination fondée sur le sexe. Le procès est finalement réglé à l'amiable en 2000.
Elle est embauchée par Newsweek en tant que rédactrice en chef pour la rubrique arts et divertissement en 1999, rôle qu'elle occupe jusqu'à ce que sa maladie l'oblige à ralentir au printemps 2002. Elle édite des reportages, des critiques et des profils dans les domaines de la musique, des livres, de la télévision, du cinéma, du théâtre, de la danse, de l'architecture et des arts.
Parallèlement, elle réalise en tant qu'indépendante diverses publications pour Elle, Interior Design, New York Press, The Advocate et enfin The Nation (en tant qu'invitée).

### Engagements
Sarah Pettit participe à des conférences en tant que militante des droits LGBT. Elle est également membre du conseil consultatif du New York City Lesbian and Gay Anti-Violence Project,. Elle propose en outre des auteurs et d'autres artistes pour le programme MacArthur Fellows en 1996.
Elle reçoit plusieurs prix en 1997, dont le prix du service communautaire de la Yale Alumni Association de New York et le prix de l'avocat présenté par l'avocat public de la ville de New York pour un leadership, un engagement et un plaidoyer exemplaires.

## Mort et reconnaissance
Sarah Pettit décède le 22 janvier 2003 à New York des suites d'un lymphome diagnostiqué moins d'un an auparavant,. Yale offre une bourse de doctorat en études lesbiennes nommée en l'honneur de la journaliste,. L'Association des journalistes LGBTQ+ décerne le Sarah Pettit Memorial Award du journaliste LGBT de l'année aux journalistes contribuant à des publications médiatiques sur ce sujet.
Le magazine Curve déclare qu'elle est « largement connue comme l'une des journalistes lesbiennes les plus influentes de notre époque. Elle a parlé souvent et avec force des questions queer à des médias de premier plan tels que CNN, MSNBC et ABC's Nightline. En tant que journaliste à une période critique de l'histoire queer des États-Unis, Pettit s'est rapidement forgé une réputation pour avoir affronté sans vergogne - et souvent avec force - les controverses politiques et sociales, notamment l'activisme radical contre le sida, le coming out, la politique du sexe sans risque, les lesbiennes et le système médical ».